# 4-й уланский полк (Австро-Венгрия)
4-й уланский полк, полное название 4-й императорский и королевский галицийский уланский полк имени кайзера (нем. K.u.k. Galizisches Ulanen-Regiment „Kaiser“ Nr. 4) — кавалерийский полк Императорских и королевских уланов Австро-Венгрии.

## История

### Боевой путь
Полк образован в 1813 году в Городке (ныне Львовская область) в Восточной Галиции на основе трёх уланских полков, офицеры которого и составили штаб. Полк участвовал в войне восьмой коалиции против Наполеона, неся службу в Страсбурге. В 1821 году во время начала Рисорджименто полк находился в Пьемонте, в боях не участвовал. В 1848 году во время революционных событий в Австрии три эскадрона полка под командованием полковника Граверта  покинули очаг разгоравшейся революции под давлением повстанцев из Кремоны. Позднее пять эскадронов из 1-го корпуса Главной армии были прикомандированы к полку: один эскадрон вошёл в состав гарнизона Мантуи, два ушли в резерв. Части сражались в местечках Санта-Лючия, Куртатоне, Соммакампанья, Кустоцца и Вольта. В 1849 году полки ушли в Венгрию, где боролись против венгерских повстанцев под Чорной, дивизион подполковника сражался в Переде (Тешедково). Полк был включён в состав 1-го корпуса Шлика и сражался под местечками Рааб, Ач, Пустахеркай, Сёрег, Чатад и Темешвар, а также преследовал венгров до самой Трансильвании.
В июне 1859 года полк перешёл в Италию, два дивизиона находились в нижней части реки По, ещё два в составе 11-го корпуса. В битве при Сольферино участвовала половина эскадрона. В 1866 году пять эскадронов из 1-й кавалерийской дивизии резерва вошли в состав Северной армии, а полк принял участие в боях за местечки Высоков, Скалиц и Кёниггрец. В годы Первой мировой войны кавалерийский полк сражался на передовой на Восточном фронте против Российской империи и Сербии. После провозглашения независимости Польши в октябре 1918 года поступил приказ о расформировании полка, и большая часть личного состава разошлась по домам. Точных данных о том, как был распределён личный состав полка в Войске Польском, нет.

### Структура
- Подчинение: 2-й армейский корпус, 4-я кавалерийская дивизия, 18-я кавалерийская бригада[3].
- Набор рекрутов (1914 год) — Лемберг.
- Национальный состав: 65 % русинов (украинцев), 29 % поляков и 6 % прочих национальностей[4].
- Языки: польский и украинский.

### Униформа
- 1813 год: белая чапка, тёмно-зелёные куртка и брюки, алые лацканы, жёлтые пуговицы
- 1865 год: белая татарка, светло-голубые уланка и брюки, бордовые лацканы, жёлтые пуговицы
- 1868 год: белая татарка, светло-голубая уланка, бордовые брюки и лацканы, жёлтые пуговицы
- 1876 год: белая чапка, светло-голубая уланка, бордовые брюки и лацканы, жёлтые пуговицы

## Гарнизоны
| I. | II. | III. |
| --- | --- | --- |
| - 1814: Городок - 1814—1815: Пардубице - 1815: Милан - 1816: Шарошпатак - 1820: Вена - 1822: Алессандрия - 1823: Милан и Павия - 1830: Кечкемет - 1832: Альт-Арад - 1837: Гроссвардайн - 1845: Дьендьеш | - 1847: Кремона - 1849: Шарош-Патак - 1850: Теюш - 1851: Медиаш - 1854: Радауц - 1856: Гроссвардайн - 1857—1859: Дьендьеш - 1855: Кронштадт - 1859—1866: Кестхей - 1866: Альт-Арад - 1872: Кошице | - 1878: Надь-Михай - 1882: Бережаны - 1889: Станислау - 1891: Ярослау - 1892: Львов - 1894: Жовква - 1912: Винер-Нойштадт |

- 1914: штаб и оба дивизиона — Винер-Нойштадт.

## Покровители
Покровителем полка был лично император. В зависимости от дня его рождения менялась и дата полкового праздника:
- 1813—1835: Франц II (12 февраля)
- 1835—1848: Фердинанд I (19 апреля)
- 1848—1916: Франц Иосиф I (18 августа)

## Командиры
- 1813: полковник Станислаус фон Порадовский
- 1815: полковник Йозеф фон Девай
- 1820: полковник граф Евгений Вратислав
- 1830: полковник граф Леопольд Спанокки
- 1835: полковник барон Карл Перглер фон Перглас
- 1843: полковник Карл фон Граверт
- 1848: полковник, барон Карл Цесснер фон Шпиценберг
- 1849: полковник граф Йозеф Кастельнау
- 1852: полковник граф Леопольд Штюргх
- 1853: полковник граф Юлиус Ходиц и Вольфрамиц
- 1856—1859: полковник барон Ойген Пире де Биэн[5]
- 1862: полковник Леопольд Фишер
- 1863—1865: полковник барон Йохан фон Аппель[6]
- 1866: полковник барон Отто фон Шоллей[нем.]
- 1871: полковник граф Генрих Герберштейн
- 1877—1879: полковник Генрих фон Науэндорф[7]
- 1882: полковник Петер Штойц
- 1886: полковник Йозеф Бергауэр
- 1888: полковник граф Адальберт Гилицштейн
- 1894: полковник Эрнст фон Потен
- 1899: полковник Готтфрид фон Зухан
- 1905: полковник Альфред Амброс, эдлер фон Рехтенберг
- 1907: полковник риттер Эдмунд фон Царемба
- 1912: полковник Северин Циткевич
- 1913: полковник Вильгельм Хайсль
- 1914: подполковник Людвиг Редлих[8]